# NGC 6689
NGC 6689 = NGC 6690 ist eine Balken-Spiralgalaxie vom Hubble-Typ SBcd im Sternbild Drache. Sie ist rund 251 Millionen Lichtjahre von der Milchstraße entfernt.
Die Galaxie wurde am 22. August 1863 von Heinrich d’Arrest mithilfe eines 11-Zoll-Teleskops entdeckt und im Jahr 1884 von dem Astronomen Lewis A. Swift erneut beobachtet, ohne dass die Übereinstimmung bemerkt wurde; später wurden beide Beobachtungen von Johan Dreyer unter 6689 und 6690 in seinen New General Catalogue aufgenommen.